# Jurjînți, Lîseanka
Jurjînți (în ucraineană Журжинці) este localitatea de reședință a comunei Jurjînți din raionul Lîseanka, regiunea Cerkasî, Ucraina.

## Demografie
Componența lingvistică a localității Jurjînți
     Ucraineană (97,89%)
     Rusă (1,69%)
     Alte limbi (0,32%)
Conform recensământului din 2001, majoritatea populației localității Jurjînți era vorbitoare de ucraineană (97,89%), existând în minoritate și vorbitori de rusă (1,69%).